# Methylhydrazin
Monomethylhydrazin abk. MMH ist eine chemische Verbindung, die aus einem Hydrazingrundkörper besteht, der einfach methyliert ist. Es besitzt die Summenformel CH6N2.

## Geschichte
Monomethylhydrazin wird seit den 1990er-Jahren aufgrund seiner etwas größeren Dichte und dadurch auch etwas höheren Leistungsfähigkeit vermehrt an Stelle von 1,1-Dimethylhydrazin als lagerfähiger Raketentreibstoff zusammen mit dem Oxidator Distickstofftetroxid verwendet. In Satelliten wird es hingegen schon seit den 1980er-Jahren als Treibstoff verwendet.

## Vorkommen und Verhalten in der Umwelt

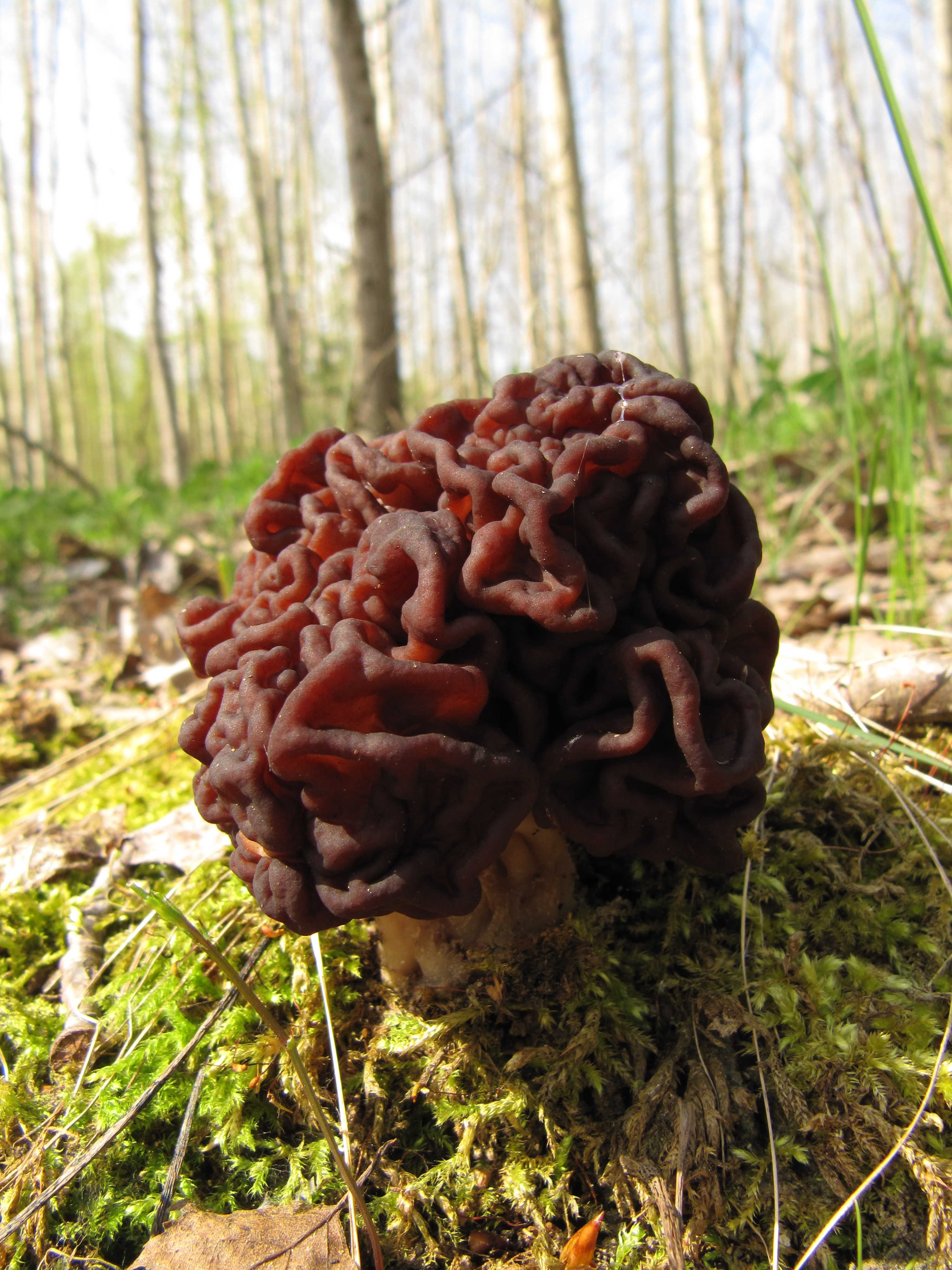
Frühjahrslorchel (Gyromitra esculenta)

Es sind natürliche Quellen von Monomethylhydrazin bekannt. Das in der Frühjahrslorchel (Gyromitra esculenta) und einigen anderen Ascomyceten als Giftstoff vorhandene Gyromitrin ist ein Derivat des Monomethylhydrazins. Aufgrund seiner hohen Reaktivität (insbesondere gegenüber Ozon) ist eine weiträumige Verteilung bei Eintrag in die Umwelt nicht zu erwarten, und es erfolgt ein schneller Abbau.

## Gewinnung und Darstellung
Aus Methylamin und Ammoniak (dehydrierende Kondensation über Katalysatoren) oder Methylierung von Hydrazin.

## Eigenschaften
Monomethylhydrazin ist eine farblose, fischartig riechende Flüssigkeit, die an der Luft raucht. Die Dämpfe von Monomethylhydrazin können die Haut und die Schleimhäute (Augen, Atemwege) reizen bzw. bei starker Belastung verätzen. Die Verdampfungsenthalpie beträgt 875 kJ/kg, die spezifische Wärmekapazität 2,921 kJ/kg·K bei 20 °C und 3,077 kJ/kg·K bei 119,85 °C. Die dynamische Viskosität liegt bei 0,855·10−3 Pa·s (20 °C) und 0,40·10−3 Pa·s (70,8 °C). Der Flammpunkt von Monomethylhydrazin liegt bei −8 °C, die Zündtemperatur bei 190 °C und die Explosionsgrenzen zwischen  2,5 % (untere Explosionsgrenze) und 100 % (obere Explosionsgrenze).

## Verwendung
Monomethylhydrazin ist die  brennbare Komponente von flüssigen hypergolischen Raketentreibstoffen, wobei es in Kombination mit Distickstofftetroxid als Oxidationsmittel eingesetzt wird. Das Aestus-Triebwerk der EPS-Oberstufe der Ariane 5 verwendet diese Treibstoffkombination. Sehr häufig wird es in Satelliten und Raumsonden zur Lageregelung eingesetzt.
Neue EU-Regularien zielen darauf ab, viele bisherige Raketentreibstoffe durch weniger giftige Treibstoffe aus erneuerbaren Quellen zu ersetzen. Inzwischen wurde mit Ammoniak ein Ersatz für MMH gefunden, der zusammen mit dem Oxidator gleichwertig oder in manchen Fällen sogar besser ist. Die Technologie wurde von Nammo, UK zusammen mit ESA entwickelt.

## Physiologie
Monomethylhydrazin wird leicht über die Haut aufgenommen und hat sich im Tierversuch als eindeutig krebserzeugend erwiesen.

## Sicherheitshinweise
Auf Vorschlag der niederländischen Chemikalienbehörde wurde 2015 die chemikalienrechtliche Einstufung von Methylhydrazin überarbeitet. Der Ausschuss für Risikobewertung (RAC) der Europäischen Chemikalienagentur (ECHA) hat am 11. September 2015 die Einstufung für Methylhydrazin wie folgt geändert: Methylhydrazin wird als krebserzeugend Carc 1B eingestuft. Der Warnhinweis wurde festgelegt auf H350.